# اس‌اس مدیک (۱۸۹۹)
اس‌اس مدیک (۱۸۹۹) (به انگلیسی: SS Medic (1899)) یک زیردریایی بود که طول آن ۵۵۰ فوت ۲ اینچ (۱۶۷٫۶۹ متر) بود. این زیردریایی در سال ۱۸۹۹ ساخته شد.